# Нововавилонско царство
Халдејско, Нововавилонско или Неовавилонско царство, је период у историји Месопотамије од 626. до 539. п. н. е. Халдејом је називана Месопотамија од 12. века п. н. е. по Халдејцима, семитском народу који су од тада насељавали област на југу међуречја основавши државу Приморске земље. Оснивач Халдејског царства је Набопаласар, који је успео да се отргне асирској контроли. Царство је свој врхунац доживело за време Набукодоносора II, да би је на крају покорио персијски краљ Кир Велики. Иако држава није дуго трајала њен развој и пад су добро документовани у изворима. Одиграла је велику улогу у међународним односима и оставила трајне последице на регион.

## Извори за Халдејско царство
У групу домаћих извора спадају писани извори асирског и вавилонског порекла. Један од најважнијих је Вавилонска хроника писана на акадском језику на глиненим таблицама. Постоји неколико сачуваних преписа. Постоје многобројни остаци глинених плочица који спадају у документарне изворе и покривају области административног деловања државних структура. Познат је архив вавилонске кредиторске породице Егибија, као и архиви градских центара у Уруку и Сипару. Драгоцен извор за овај период су Старозаветне књиге, пре свега књига пророка Језекија.
Антички извори такође осветљавају овај период. Херодот у 3. књизи своје Историје даје опис Вавилона и опис Кирове опсаде. Диодор са Сицилије, Страбон и Ктесија са Книда такође обрађују теме везане за Месопотамију. Клаудије Птолемеј у својој књизи даје опис Вавилона од 747. до Александра Македонског.
Свештеник Мардуковог храма, Берсос, који је живео на прелазу из 4. у 3. век п. н. е. у својој књизи Историја Вавилона даје преглед вавилонске историје и митологије. Књига која је посвећена Антиоху Сотеру подељена је на три дела. Први део назван 'Мудрост' обрађује вавилонску митологију, други део обраћује историју Месопотамије од легендарног потопа до владавине асирског цара Пула, односно Тигладпаласара III, a трећи део до освајања Александра Македонског. Дело није сачувано у оригиналу, постоје делови код других писаца, Еузебија, Александра Полихистора, Јосифа Флавија и Јулија Африканца

## Постанак и развој Халдејског царства
Крајем другог миленијума јужну Месопотамију су населили Халдејци, семитско племе које је дошло са запада подстакнуто миграцијом Арамејаца. Створили су државу на простору некадашњег Сумера и Акада и наследили претходну културу коју су затекли код Касита који су тада владали Месопотамијом. Од свог доласка су потпадали по власт моћне асирске царевине. Владари Халдеје, како је у то време називан тај простор, су се ослањали на Елам покушавајући да обнове некадашњу моћ вавилонске државе.
627. п. н. е. преминуо је асирски владар Асурбанипал. У то време је у Месопотамији његов намесник био Кандалун који је такође умро исте године. Вавилонска хроника наводи да је 626. Вавилоном владао Халдејац Набопаласар, али не износи никакве појединости из којих би се дало закључити како је дошао до власти. Код Јосифа Флавија, који преноси извештај Берсоса, стоји да је Набопаласар био један од Асурбанипалових генерала. Пошто су владар и намесник Вавилоније умрли он је вероватно искористио своју војничку моћ и узурпирао власт.
Узурпацију нису одобравали ни Асирци ни његови сународници, тако да је Набопаласару требало 10 година да се учврсти на трону и овлада читавим међуречјем. Водио је дуге и тешке ратове са градовима Урук и Нипур. Опсаде су биле дуге, па Вавилонска хроника бележи да су 620. п. н. е. становници Нипура продавали своју децу да би се прехранили.
616. п. н. е. је успео да суверено завлада и окрене се спољној политици. Склопио је савез са Међанима, односно са њиховим владарем Кијаксаром у циљу рушења Асирског царства које је већ било ослабљено. Заједничком акцијом у бици код Ниниве 612. п. н. е. уништили су асирску државу и освојили асирске центре Ашур, Трабис, Калху и Харан где се битка одиграла 610. п. н. е. Након тога се окренуо заштити северних граница.
Египат је био нова нарастајућа сила која се у то време консолидовала и поново овладала Сиријом, Палестином и Феникијом. Фараон је наметнуо данак Јерусалиму, а Асирцима пружио помоћ у борби са Халдејом. 605. п. н. е. код Кархемиша, Египћани и остаци асирске војске су претрпеле пораз од Набопаласара и Кијаксара. Следећи сукоб код Хамада у Сирији је такође био поражавајући по Египат.
Убрзо после битке код Хамада Набопаласар умире, а пресо наслеђује његов син Навукодоносор II.

## Експанзија Халдејског царства под Навукодоносором II
Набопаласаров син Навукодоносор II предводио је војску у бици код Хамада, истакао се у боју и та победа му је осигурала престо. Након крунисања повео је поход на Сирију која је била под утицајем египатског фараона који се трудио да, подбуњујући сиријске кнежеве, направи зону одбране уколико Вавилонци крену на Египат. После пет месеци је ставио Сирију по контролу своје администрације. Египат није одустајао од палестинске области и сукоб је био неминован. Херодот наводи губитке на обе стране и склапање мировног уговора. Пошто је решио проблем са Египтом, следећи на удару био је Левант.
598/597. у Јерусалиму избија устанак који је предводио Садекија, Навукодоносоров намесник. Навукодоносор II је предузео поход на Јудеју. Заузео је Јерусалим. Град је опљачкан, а Соломонов храм спаљен. 10000 Хебреја је исељено из града ипресељено у Вавилон и Нипур. То је био почетак Вавилонског ропства који је за Хебреје траја до Кировог освајања Вавилона 538. п. н. е. Међу исељеницима из Јерусалима био је и пророк Језекија, чија књига представља драгоцен извор. Јерусалимом је управљао Халдејац, а Јудеја је претворена у провинцију Вавилона. Према Вавилонској хроници опсада Тира је трајала 13 година, што вероватно говори о више похода на град него о правој опсади, и неславно се завршила. Извршен је и један поход на југоисток, на Елам 596. 
Последњи догађаји Навукодоносорове владавине представљају акције против Египта. 570. п. н. е. дошло је до насилног преузимања власти у Египту. Дотадашњи владар Априја је збачен, а на престо је сео Амазис потпомогнут војском. Априја је најпре затражио помоћ од Кипра, а затим од Навукодоносороа II, убедивши га да поведе поход против Египта. 567. на граници са Египтом Вавилонци су претрпели пораз, а Априја је нестао.

## Наследници Навукодоносора II и пад Вавилона
Амел Мардук, Нериглисар, Лабаши Мардик и Набонид су владали после Навукодоносореве смрти. Морали су се носити са контролом велике територије. Државом су управљали чиновници, намесници провинција, које је владар постављао, а који су успевали да се осамостале. Животи су падали на двору у сплеткама и интригама.
Нериглисар (559 - 556.) је повео поход на Киликију и своју владавину је испунио грађевинском делатношћу у самом граду. У ово време велика територија је изгубљена и само неколико градова у околини Вавилона су прихватали његову власт.
Лабаши Мардук је владао пар месеци и пао је као жртва дворске завере коју је сковао Набонид (555—539), војни командант и заменио га на престолу. Он није предводио значајне походе већ се трудио да очува нарушено јединство државе, био је прихваћен као владар. Север Месопотамије је био угрожен од напада Астијага, међанског владара. У међувремену је Астијаг свргнут од стране Кира, владара персије који је представљао нову опасност за Вавилон. Поготову после освајања Лидије и обарања Крезове владавине. Кир је кренуо ка Месопотамији освајајући Опис и Сипар.
Набонидова владавина је окончана 539. п. н. е. Кировим нападом на Халдеју. Дошло је до битке и Набонид се повукао, а Кир је опседао Вавилон. Добро изграђен фортификациони систем није дозволио Киру да лако уђе у град. Опасада је трајала годину дана и тек је 538. успео да га заузме. Скренувши реку у Нитокридино језеро искористио је суви део корита и ушао војском. То је био дефинитивни крај Халдејског, односно Нововавилонског царства.

## Град Вавилон у овом периоду
Традиција Вавилона као најлепшег града настала је у ово време. Сви налази са подручја града се датују Нововавилонским периодом. Град се простирао на 850 хектара. Окружен бедемима огромних размера, кроз град је протицала река. у граду је постојао зигурат који је на врху имао храм посвећен Мардуку, кућа која се налази на граници неба и земље, Ентеменаки. Централни храм је би такође посвећен Мардуку и звао се Егасила. Из тог храма водио је свети, процесијски пут до капије посвећене богињи Иштар. Пут је био заштићен зидовима који су били поплочани опекама плаве боје и украшени представама крилатих бикова и светих змајева посвећених Мардуку. Халдејци су настојали да што више саграде и обнове грађевине. После Кировог освајања Вавилон је наставио да представља својеврстан културни и трговачки центар региона.